# Eurométropole Tour 2013
De 73e editie van de wielerwedstrijd Eurométropole Tour (Frans:Eurométropole Tour 2013) werd gehouden van 3 oktober tot en met 6 oktober 2013 in België en Frankrijk. De meerdaagse wielerkoers maakte deel uit van de UCI Europe Tour 2013. De Belg Jürgen Roelandts was de titelverdediger. Zijn ploeggenoot Jens Debusschere won dit jaar het algemeen, het punten- en het jongerenklassement.

## Deelnemende Ploegen
UCI World Tour-ploegen
- Team Garmin-Sharp
- Katjoesja
- Orica-GreenEdge
- Team Saxo-Tinkoff
- Lotto-Belisol
- Omega Pharma-Quickstep
- BMC Racing Team
- Euskaltel-Euskadi
- Vacansoleil-DCM
- Argos-Shimano
- FDJ.fr
- Belkin Pro Cycling

Professionele continentale ploegen
- IAM Cycling
- Sojasun
- Bretagne-Séché Environnement
- Team Europcar
- Accent-Wanty
- Crelan-Euphony
- Topsport Vlaanderen-Baloise
- MTN-Qhubeka
- Cofidis

Continentale ploegen
- An Post-Chainreaction
- Color Code-Biowanze
- Wallonie Bruxelles-Crelan
- Belgische selectie

## Etappe-overzicht
| etappe | datum     | start       | finish     | afstand | winnaar          | klassementsleider |
| ------ | --------- | ----------- | ---------- | ------- | ---------------- | ----------------- |
| 1e     | 3 oktober | La Louvière | Moorslede  | 195 km  | Jens Debusschere | Jens Debusschere  |
| 2e     | 4 oktober | Poperinge   | Poperinge  | 173 km  | John Degenkolb   | Jens Debusschere  |
| 3e     | 5 oktober | Hazebroek   | Nieuwpoort | 169 km  | Tyler Farrar     | Jens Debusschere  |
| 4e     | 6 oktober | Bergen      | Doornik    | 155 km  | John Degenkolb   | Jens Debusschere  |

## Etappe-uitslagen

### 1e etappe
| La Louvière - Moorslede (195 km) |                   |                             |          |
| Plaats                           | Naam              | Ploeg                       | Tijd     |
| Winnaar                          | Jens Debusschere  | Lotto-Belisol               | 4u22'05" |
| 2                                | Nikolas Maes      | Omega Pharma-Quickstep      | z.t.     |
| 3                                | Kenneth Vanbilsen | Topsport Vlaanderen-Baloise | z.t.     |
|                                  |                   |                             |          |
| 6                                | Roy Curvers       | Argos-Shimano               | z.t.     |

| Algemeen klassement |                   |                        |          |
| Plaats              | Naam              | Ploeg                  | Tijd     |
| Gele trui           | Jens Debusschere  | Lotto-Belisol          | 4u21'55" |
| 2                   | Michael Mørkøv    | Team Saxo-Tinkoff      | +1"      |
| 3                   | Nikolas Maes      | Omega Pharma-Quickstep | +4"      |
|                     |                   |                        |          |
| 7                   | Bert-Jan Lindeman | Vacansoleil-DCM        | +9"      |

### 2e etappe
| Poperinge - Poperinge (173 km) |                  |                 |          |
| Plaats                         | Naam             | Ploeg           | Tijd     |
| Winnaar                        | John Degenkolb   | Argos-Shimano   | 4u03'37" |
| 2                              | Jempy Drucker    | Accent-Wanty    | z.t.     |
| 3                              | Jens Debusschere | Lotto-Belisol   | z.t.     |
|                                |                  |                 |          |
| 5                              | Wouter Mol       | Vacansoleil-DCM | z.t.     |

| Algemeen klassement |                  |                        |          |
| Plaats              | Naam             | Ploeg                  | Tijd     |
| Gele trui           | Jens Debusschere | Lotto-Belisol          | 8u25'28" |
| 2                   | Michael Mørkøv   | Team Saxo-Tinkoff      | +2"      |
| 3                   | John Degenkolb   | Argos-Shimano          | +4"      |
|                     |                  |                        |          |
| 9                   | Niki Terpstra    | Omega Pharma-Quickstep | +11"     |

### 3e etappe
| Hazebroek - Nieuwpoort (169 km) |                             |                       |          |
| Plaats                          | Naam                        | Ploeg                 | Tijd     |
| Winnaar                         | Tyler Farrar                | Team Garmin-Sharp     | 3u47'16" |
| 2                               | Reinardt Janse van Rensburg | Argos-Shimano         | z.t.     |
| 3                               | Arnaud Démare               | FDJ.fr                | z.t.     |
|                                 |                             |                       |          |
| 5                               | Nicolas Vereecken           | An Post-Chainreaction | z.t.     |
| 13                              | Wouter Mol                  | Vacansoleil-DCM       | z.t.     |

| Algemeen klassement |                  |                        |           |
| Plaats              | Naam             | Ploeg                  | Tijd      |
| Gele trui           | Jens Debusschere | Lotto-Belisol          | 12u12'41" |
| 2                   | Michael Mørkøv   | Team Saxo-Tinkoff      | +3"       |
| 3                   | Tyler Farrar     | Team Garmin-Sharp      | +7"       |
|                     |                  |                        |           |
| 13                  | Niki Terpstra    | Omega Pharma-Quickstep | +14"      |

### 4e etappe
| Bergen - Doornik (155 km) |                  |                   |          |
| Plaats                    | Naam             | Ploeg             | Tijd     |
| Winnaar                   | John Degenkolb   | Argos-Shimano     | 3u26'29" |
| 2                         | Jens Debusschere | Lotto-Belisol     | z.t.     |
| 3                         | Tyler Farrar     | Team Garmin-Sharp | z.t.     |
|                           |                  |                   |          |
| 6                         | Stefan van Dijk  | Accent-Wanty      | z.t.     |

## Eindklassementen
| Plaats    | Naam                   | Ploeg                       | Tijd      |
| --------- | ---------------------- | --------------------------- | --------- |
| Gele trui | Jens Debusschere       | Lotto-Belisol               | 15u39'04" |
| 2         | John Degenkolb         | Argos-Shimano               | z.t.      |
| 3         | Tyler Farrar           | Team Garmin-Sharp           | +9"       |
| 4         | Michael Mørkøv         | Team Saxo-Tinkoff           | z.t.      |
| 5         | Jempy Drucker          | Accent-Wanty                | +15"      |
| 6         | Laurens De Vreese      | Topsport Vlaanderen-Baloise | z.t.      |
| 7         | Kenneth Vanbilsen      | Topsport Vlaanderen-Baloise | +18"      |
| 8         | Kristof Goddaert       | IAM Cycling                 | z.t.      |
| 9         | Arnaud Démare          | FDJ.fr                      | +19"      |
| 10        | Jetse Bol              | Belkin Pro Cycling          | z.t.      |
| 11        | Pim Ligthart           | Vacansoleil-DCM             | z.t.      |
| 12        | Aleksandr Porsev       | Katjoesja                   | +20"      |
| 13        | Adrien Petit           | Cofidis                     | z.t.      |
| 14        | Niki Terpstra          | Omega Pharma-Quickstep      | z.t.      |
| 15        | Maarten Wynants        | Belkin Pro Cycling          | +21"      |
| 16        | Vjatsjeslav Koeznetsov | Katjoesja                   | +22"      |
| 17        | Graeme Brown           | Belkin Pro Cycling          | +23"      |
| 18        | Jon Aberasturi         | Euskaltel-Euskadi           | z.t.      |
| 19        | Evaldas Šiškevičius    | Sojasun                     | z.t.      |
| 20        | Wouter Mol             | Vacansoleil-DCM             | z.t.      |

| Plaats      | Naam             | Ploeg             | Punten |
| ----------- | ---------------- | ----------------- | ------ |
| Groene trui | Jens Debusschere | Lotto-Belisol     | 72     |
| 2           | Tyler Farrar     | Team Garmin-Sharp | 69     |
| 3           | John Degenkolb   | Argos-Shimano     | 65     |
|             |                  |                   |        |
| 13          | Wouter Mol       | Vacansoleil-DCM   | 15     |

| Plaats    | Naam              | Ploeg                       | Punten |
| --------- | ----------------- | --------------------------- | ------ |
| Rode trui | Frédéric Amorison | Crelan-Euphony              | 53     |
| 2         | Jelle Wallays     | Topsport Vlaanderen-Baloise | 39     |
| 3         | Boris Dron        | Wallonie Bruxelles-Crelan   | 22     |
|           |                   |                             |        |
| 5         | Johnny Hoogerland | Vacansoleil-DCM             | 16     |

| Plaats     | Naam              | Ploeg                       | Tijd      |
| ---------- | ----------------- | --------------------------- | --------- |
| Witte trui | Jens Debusschere  | Lotto-Belisol               | 15u39'04" |
| 2          | John Degenkolb    | Argos-Shimano               | z.t.      |
| 3          | Laurens De Vreese | Topsport Vlaanderen-Baloise | +15"      |
|            |                   |                             |           |
| 6          | Jetse Bol         | Belkin Pro Cycling          | +19"      |

Etappewedstrijden

 Ster van Bessèges · 
 Ronde van de Middellandse Zee · 
 Ruta del Sol · 
 Ronde van de Algarve · 
 Ronde van de Haut-Var · 
 Driedaagse van West-Vlaanderen · 
 Internationale Wielerweek · 
 Internationaal Wegcriterium · 
 Driedaagse van De Panne-Koksijde · 
 Ronde van de Sarthe · 
 Ronde van Trentino · 
 Ronde van Turkije · 
 Ronde van Asturië · 
 Vierdaagse van Duinkerke · 
 Ronde van Azerbeidzjan · 
 Szlakiem Grodòw Piastowskich · 
 Ronde van Castilië en León · 
 Ronde van Picardië · 
 Ronde van Noorwegen · 
 World Ports Classic · 
 Ronde van Beieren · 
 Ronde van België · 
 Tour des Fjords · 
 Ronde van Estland · 
 Ronde van Luxemburg · 
 Boucles de la Mayenne · 
 Ster ZLM Toer · 
 Ronde van Slovenië · 
 Route du Sud · 
 Ronde van Oostenrijk · 
 Sibiu Cycling Tour · 
 Ronde van Wallonië · 
 Ronde van Portugal · 
 Ronde van Denemarken · 
 Ronde van de Ain · 
 Ronde van Burgos · 
 Arctic Race of Norway · 
 Ronde van de Limousin · 
 Ronde van Poitou-Charentes · 
 Wielerweek van Lombardije · 
 Ronde van Groot-Brittannië · 
 Ronde van Gévaudan Languedoc-Roussillon · 
 Eurométropole Tour
Eendaagse wedstrijden

 GP La Marseillaise · 
 Grote Prijs van de Etruskische Kust · 
 Trofeo Palma · 
 Trofeo Ses Salines · 
 Trofeo Serra de Tramuntana · 
 Trofeo Platja de Muro · 
 Trofeo Laigueglia · 
 Ronde van Murcia · 
 Omloop Het Nieuwsblad · 
 Classic Sud Ardèche · 
 GP Lugano · 
 Clásica de Almería · 
 Kuurne-Brussel-Kuurne · 
 La Drôme Classic · 
 Le Samyn · 
 GP Città di Camaiore · 
 Strade Bianche · 
 Roma Maxima · 
 Ronde van Drenthe · 
 Dwars door Drenthe · 
 Nokere Koerse · 
 GP Nobili Rubinetterie · 
 Handzame Classic · 
 Classic Loire-Atlantique · 
 Grote Prijs van Cholet-Pays de Loire · 
 Dwars door Vlaanderen · 
 Route Adélie de Vitré · 
 Volta Limburg Classic · 
 Grote Prijs Miguel Indurain · 
 Ronde van La Rioja · 
 Scheldeprijs · 
 GP Pino Cerami · 
 Klasika Primavera · 
 Parijs-Camembert · 
 Brabantse Pijl · 
 GP Denain · 
 Ronde van de Finistère · 
 Tro Bro Léon · 
 Ronde van Keulen · 
 La Roue Tourangelle · 
 Rund um den Finanzplatz Eschborn-Frankfurt · 
 Ronde van de Somme · 
 ProRace Berlin · 
 Grote Prijs van Plumelec · 
 Boucles de l'Aulne · 
 Ronde van Zeeland Seaports · 
 Trofeo Melinda · 
 GP Kanton Aargau · 
 Ronde van Limburg · 
 Ronde van de Apennijnen · 
 Halle-Ingooigem · 
 Trofeo Matteotti · 
 Prueba Villafranca de Ordizia · 
 GP Industria & Artigianato-Larciano · 
 Ronde van Toscane · 
 Circuito de Getxo · 
 Polynormande · 
 RideLondon Classic · 
 GP Stad Zottegem · 
 Dutch Food Valley Classic · 
 Châteauroux Classic de l'Indre · 
 Druivenkoers Overijse · 
 Ronde van Veneto · 
 Schaal Sels · 
 Memorial Rik Van Steenbergen · 
 Brussels Cycling Classic · 
 GP Fourmies · 
 Ronde van de Doubs · 
 GP Jef Scherens · 
 Coppa Bernocchi · 
 Coppa Agostoni · 
 GP van Wallonië · 
 Ronde van de Drie Valleien · 
 Kampioenschap van Vlaanderen · 
 Memorial Marco Pantani · 
 Grote Prijs Impanis-Van Petegem · 
 GP van Isbergues · 
 GP Industria & Commercio di Prato · 
 Omloop van het Houtland · 
 Duo Normand · 
 Milaan-Turijn · 
 Ronde van Piëmont · 
 Ronde van het Münsterland · 
 Pro Cycling Marathon · 
 Ronde van de Vendée · 
 Memorial Frank Vandenbroucke · 
 Coppa Sabatini · 
 Parijs-Bourges · 
 Ronde van Emilia · 
 GP Beghelli · 
 Parijs-Tours · 
 Nationale Sluitingsprijs · 
 Ronde van Romagna · 
 Chrono des Nations